# Согдийский язык
Согди́йский язы́к (согд. 𐼼𐼴𐼶𐼹𐼷𐼸 sγwδy’n’k, sγwδy’w, тадж. забони суғдӣ) — мёртвый среднеиранский язык восточно-иранской группы иранских языков, на котором говорили в Согдиане на территории современных Таджикистана и Узбекистана, а также в многочисленных согдийских колониях вдоль так называемого «Великого шёлкового пути». Большинство письменных памятников найдено в Турфане в Синьцзян-Уйгурском автономном районе КНР, Дуньхуане в китайской провинции Ганьсу и в крепости Муг в Таджикистане.
Ягнобский язык, на котором говорит население долины реки Ягноб в Таджикистане, является продолжением согдийского языка и восходит к одному из его диалектов.

## История

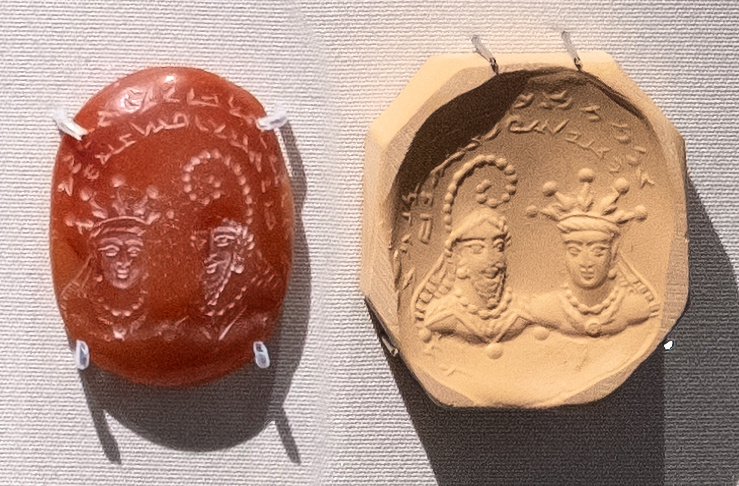
Печать с двумя обращёнными друг к другу бюстами и согдийской надписью «Индамик, королева Заканты», кушано-сасанидский период, 300—350 гг. н. э. Британский музей 119999.

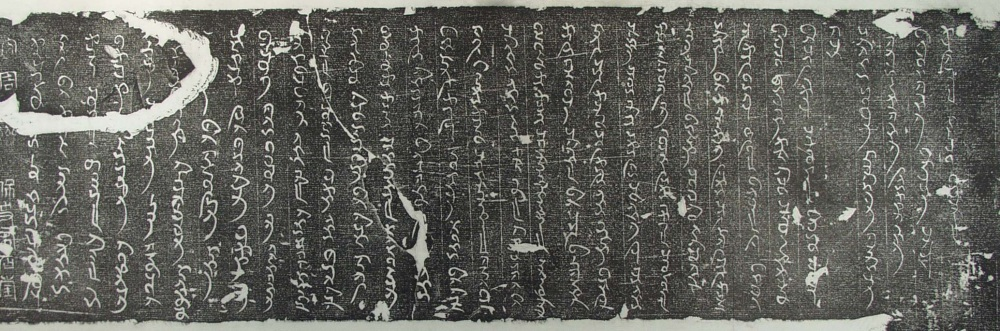
Эпитафия на согдийском языке, написанная сыновьями Виркака, согдийского купца и чиновника, умершего в Китае в 580 г. н. э.

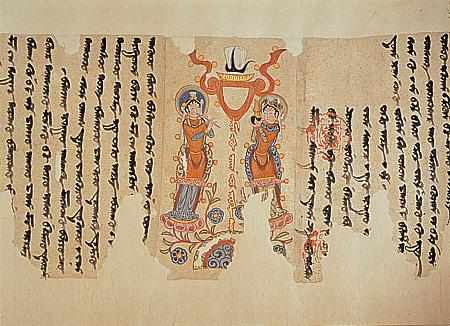
Согдийский текст из письма манихейского кредитора примерно с IX по XIII век

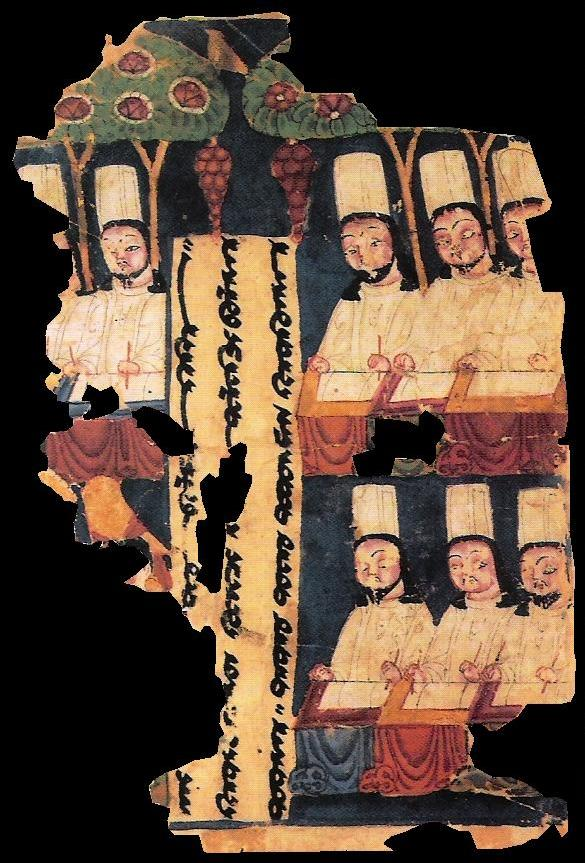
Манихейские священники, пишущие согдийские рукописи, в Кочо, Таримский бассейн, около VIII—IX вв.

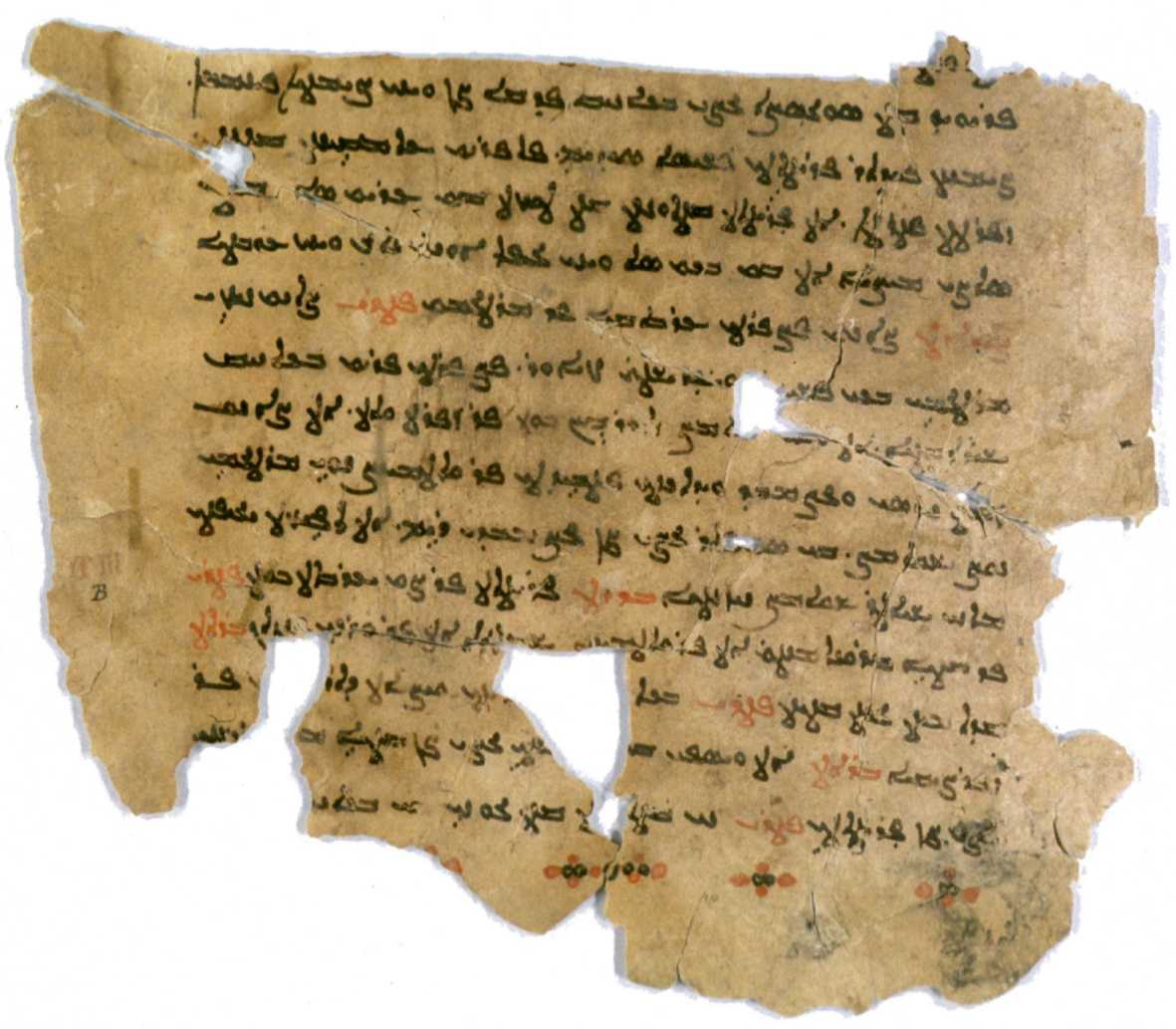
Согдийский христианский текст, написанный на эстрангело и обнаруженный в Турфане (IX—XI вв.)

Согдийский делит общего предка с другими северо-восточными иранскими языками: хорезмийским и скифо-сарматскими. Впервые язык был идентифицирован Фридрихом Карлом Андреасом в конце XIX века по манихейским произведениям, обнаруженным в Турфанском оазисе.
Бухарский согдийский язык демонстрирует некоторые отличия как от литературного согдийского, так и от топонимии других областей Мавераннахра. Эти отличия касаются некоторых особенностей лексики, словообразования и фонетики.
В Самаркандской области согдийцы сформировались в начале I тысячелетия до н. э. В III в. н. э. ими создаются торговые поселения в оазисах Западного Китая и Монголии вдоль путей караванной торговли. C V в. н. э. носители согдийского языка поселяются в Ферганской Долине, в оазисе Чач и в Семиречье.
До арабского завоевания согдийский язык господствовал на территории от долины Зеравшана, согдийские торговцы постоянно обитали в Китае и Семиречье. Активная согдийская торговля стала причиной того, что согдийский язык стал лингва франка центральноазиатского региона. Активно развивалась религиозная литература на согдийском языке, активно создавались и переводились манихейские, буддийские и христианские тексты. Согдийский использовался как литературный в Уйгурском каганате до создания там собственной письменности.
В раннем средневековье согдийцы различали отличия между согдийским, персидским и парфянскими языками и поэтому были составлены согдийско-персидско-парфянские словари.
Шёл процесс взаимного обогащения согдийского и тюркского языков. В согдийских текстах мугских документов встречается заимствования из тюркского языка. Например, «yttuku» — «посылать», «посольство», «bediz» — «резьба, орнамент» и другое. Там же встречается чисто тюркское слово «sozum» — «мой приказ».
C VIII века после арабского завоевания согдийская культура постепенно приходит в упадок, а согдийский язык вытесняется персидским. К X веку большая часть населения Согда общалась на персидском языке, но ещё в X веке аль-Мукаддаси писал: «Свидетельствую о существовании согдийских говоров в долине Зеравшана». На территории Киргизии обнаружены согдийские надписи X—XI веков. Окончательно согдийский был вытеснен тюркскими языками к XII веку.
Согдийский язык являлся официальным языком Согдианы, о чём свидетельствуют найденные в крепости Муг, расположенной в 5 км от села Дар-Дар Айнинского района Согдийской области Таджикистана, так называемые «Старые письма» — собрание официальных документов и писем царя Деваштича. Литературный язык, использовавшийся при написании буддийских и манихейских текстов, несколько отличался от разговорного, которым написаны эпиграфические памятники, «Старые письма» и христианские тексты.
Бухарский говор согдийского языка отличался от самаркандского согдийского языка.
В настоящее время в долине реки Ягноб сохранился небольшой анклав носителей ягнобского языка — одного из диалектов согдийского.

## Письменность
Для записи согдийских текстов использовался собственное консонантное письмо, развившееся из арамейского. Христианские тексты в огромном большинстве записаны приспособленным к согдийской фонетике вариантом сирийского письма, а манихейские — модернизированным вариантом пальмирского, также восходящего к арамейскому прототипу, либо «национальной» согдийской письменностью.
Так же как и в близком ему пехлевийском письме, в согдийском письме широко использовались гетерография. На письме не было однозначного отображения гласных, поэтому тексты принято рассматривать как последовательности согласных: например, женское имя собственное δγwtγnch (принято читать Дгудгонч) из брачного договора, найденного на горе Муг в западном Таджикистане. Реконструкция фонетического облика согдийских слов, таким образом, затруднена; во многих случаях помогают глоссы (чаще всего, имена собственные) из арабских, китайских и других источников, а также материал ягнобского и других иранских языков.
Согдийское письмо является непосредственным предшественником староуйгурского письма, к которому, в свою очередь восходит старомонгольское письмо, по-прежнему применяемое для записи монгольского и эвенкийского языков во Внутренней Монголии (автономный район КНР), и, в конечном итоге, маньчжурское письмо.
Образец согдийского языка (арамейские гетерограммы заглавными буквами в транслитерации)
Транслитерация: MN sγwδy-k MLK’ δy-w’šty-c ’t x’xsrc xwβw ’pšwnw δrwth γ-rβ nm’cyw
Дословный перевод: От согдийского царя Деваштича хахсарскому правителю Афшуну (желаю хорошего) здоровья (и) много приветствий…

## Фонетика и фонология
Данные по фонетике согдийского языка известны только приблизительно, так как согдийский относится к мёртвым языкам.

### Вокализм

#### Гласные
В согдийском языке существует оппозиция гласных по долготе — различаются долгие (ā, ē, ū и ō) и краткие (а, е, u, o) гласные. Краткость или долгота гласного определяют ритмические характеристики корня, которые, в свою очередь, определяют морфологические характеристики корня.
Главное проблемой для реконструкции согдийского вокализма является консонантная природа согдийского письма: на письме обязательно отображаются только долгие гласные, краткие же гласные обозначаются нерегулярно или не обозначаются вообще. Для обозначения гласных, подобно семитским языкам (ивриту, арамейскому, арабскому) используются так наз. matres lectionis — согласные в значении гласных, причём используется всего три буквы: йод (передаётся латинской y), вав (w) и алаф ('). Таким образом, различные звуки могут обозначаться одним и тем же знаком: так, ē, e, ī и i обозначаются знаком y, а ō, o, ū и u обозначаются знаком w.
| Ряд            | Передний | Передний | Средний | Средний | Задний  | Задний |
| Долгота        | Краткий  | Долгий   | Краткий | Долгий  | Краткий | Долгий |
| -------------- | -------- | -------- | ------- | ------- | ------- | ------ |
| Верхний подъём | i        | ī        | (ɨ)1    |         | u       | ū      |
| Средний подъём | e        | ē        | (ə)2    |         | o       | ō      |
| Нижний подъём  | a        |          |         | ā       |         |        |

1 [ɨ] (обозначается буквой айн) появляется только в позиции перед сочетаниями согласных [sp], [st], [sn].
2 шва появляется в результате редукции кратких гласных [a], [e] и [u] в безударной позиции.

#### Дифтонги
В согдийском существовали долгие дифтонги вторичного образования [āi] и [āu]. Исконно-иранские дифтонги *ai и *au превратились в [ē] и [ō].
В качестве второго члена дифтонга мог выступать назальный призвук [ṃ]. Некоторые учёные считают, что в таком же качестве мог выступать [r], создавая краткие дифтонги [ər], [ur], [ir].

### Согласные
|                     | Лабиальные | Дентальные  | Альвеолярные | Палатальные | Велярные |
| ------------------- | ---------- | ----------- | ------------ | ----------- | -------- |
| Взрывные/ Аффрикаты | p (b)1     | t (d)2 (ʦ)3 |              | ʧ4 (ʤ)5     | k (g)6   |
| Фрикативные         | f β        | θ δ         | s z          | ʂ7 ʐ8       | x γ      |
| Носовые             | m          | n           |              |             |          |
| Плавные             | w          |             | r (l)9       | y           | (h)10    |

- 1 2 5 6 — звуки [b], [d], [g] являются позиционными аллофонами [β], [δ], [ʧ] и [γ] соответственно и обнаруживаются только в позиции после назальных [n] и [m].
- 3 9 10 звуки присутствуют только в заимствованных словах.
- 4 5 7 8 звуки [ʧ], [ʤ], [ʂ], [ʐ] в традиционной иранистской транскрипции обозначаются как [č], [ĵ], [š] и [ž] соответственно.

### Слог
Типичная структура слога: CCVCC, например škwrΘ [škōrΘ] (трудный), но возможны и другие схемы (CVC, CV, VC, CCV, VCC, CCCV, VCCC). Допускается консонантный кластер из трёх согласных как в начале, так и на исходе слога.

### Суперсегментные явления

#### Ударение
Ударение в согдийском языке свободное, связано только с количеством гласного, оно падает на первый слог с долгим гласным. Если в корне слова отсутствуют долгие гласные, то ударение смещается на флексию.
Все безударные краткие гласные, кроме [o], редуцируются до [ə].

#### «Тяжёлые» и «лёгкие» основы
Корни слов в согдийском языке разделяются на две категории: все корни, имеющие в своём составе хотя бы одну долгую гласную или дифтонг, являются ударными и называются «тяжёлыми»; корни, состоящие из одних кратких гласных, являются безударными и называются «лёгкими».
«Лёгкие» и «тяжёлые» основы находятся под действием т. наз. ритмического закона: «тяжёлые» основы перетягивают на себя ударение, за счёт чего окончания, редуцируясь, видоизменяются, а с «лёгкими» основами этого не происходит. За счёт этого слова с «лёгкими» и «тяжёлыми» основами склоняются и спрягаются по-разному: например, редуцированные окончания имен с «тяжёлыми» основами перестают различаться, и эти существительные имеют всего три падежных формы вместо шести у слов с «лёгкими» основами.

## Морфология
Согдийский язык принадлежит к числу языков смешанного типа, совмещая признаки синтетических и агглютинативных языков.

### Имя

#### Склонение
В согдийском языке у имен существовала категория рода, наличествовал мужской, женский и средний род, причём средний род отмирал и существительные среднего рода постепенно приобретали мужской или женский род.
Склонение «лёгких» и тяжёлых «основ» принципиально отличается. Если у «лёгких» основ 6 падежей, то у «тяжёлых», из-за редукции гласных флексий, всего три падежа. «Лёгкие» основы на -u и на -ya склонялись несколько иначе чем остальные «лёгкие» основы. Несмотря на действие «ритмического закона», в согдийском существовала тенденция построения флексий «тяжёлых» основ по образцу «лёгких».
Категория числа представлена множественным и единственным числом. Множественное число всех родов склонялось одинаково.

##### Склонение «лёгких» основ
| Падеж       | Мужск. основы на a | Ср. основы на a | Женск. основы на ā | Мужск. основы на u | Женск. основы на ū | Мужск основы на ya | Женск. основы на yā | Множ. число         |
| ----------- | ------------------ | --------------- | ------------------ | ------------------ | ------------------ | ------------------ | ------------------- | ------------------- |
| nom.        | -i                 | -u              | -a, -e             | -a                 | -a                 | -i                 | -yā                 | -ta, -īšt, -(y)a    |
| voc.        | -u                 | -u              | -a                 | -i, -u             | -ū                 | -iya               | -yā                 | -te, -īšt(e), -(y)a |
| acc.        | -u                 | -u              | -u, -a             | -u                 | -u                 | -(iy)ī             | -yā(yī)             | -tya, -īštī, -ān(u) |
| gen.-dat.   | -ē                 | -yē             | -ya                | -(uy)ī             | -uya               | -(iy)ī             | -yā(yī)             | -tya, -īštī, -ān(u) |
| loc.        | -ya                | -ya             | -ya                | -(uy)ī             | -uya               | -(iy)ī             | -yā(yī)             | -tya, -īštī, -ān(u) |
| instr.-abl. | -a                 | -a              | -ya                | -(uy)ī             | -uya               | -(iy)ī             | -yā(yī)             | -tya, -īštī, -ān(u) |

##### Склонение «тяжёлых» основ
У тяжёлых основ не различается склонение имен мужского и среднего родов.
| Падеж      | Муж. и ср. род | Жен. род | Мн число |
| ---------- | -------------- | -------- | -------- |
| Прямой     | -Ø             | -Ø       | -t       |
| Звательный | -Ø, -a         | -e       | -te      |
| Косвенный  | -ī             | -ī       | -tī      |

#### Прилагательные
Прилагательные склонялись аналогично существительным. В женском роде основа большинство прилагательных получала окончание -č, например прилагательное «смешанный» masc. pətristē, но fem. pətrisč.
Сравнительная степень создавалась при помощи суффикса -(i)star, напр murzək-star «короче» при murzək короткий. Превосходная степень образовывалась при помощи суффикса -tar. В буддийских текстах превосходная форма образовывалась при помощи прилагательного в сравнительной степени + слов ēw «один» или āδparm «совсем», например, ew murzək-star «самый короткий».

### Местоимение

#### Личные местоимения
В согдийском языке существовали личные местоимения только первого и второго лица, вместо третьего лица использовалось указательное местоимение аналогично древнегреческому и старославянскому языкам.
| Падеж                              | 1 sg | 2 sg  | 1 pl   | 2 pl    |
| ---------------------------------- | ---- | ----- | ------ | ------- |
| Прямой падеж                       | azu  | taγu  | māx(u) | šmax(u) |
| Косвенный падеж                    | maná | tawa  | māx(u) | šmax(u) |
| Клитическая форма, прямой падеж    | -m   | -f(i) | man    | -fan    |
| Клитическая форма, косвенный падеж | -mi  | -t(i) | man    | -tan    |

#### Указательные местоимения
Существует два типа указательных местоимений в согдийском языке: с сильным дейксисом и со слабым, первые используются в качестве личных местоимений 3-го лица и в качестве артиклей, вторые — в качестве собственно указательных местоимений.
Указательные местоимения согдийского языка делятся на три класса в зависимости от расстояния от говорящего до объекта: проксимальные (близкое расстояние), медиальные (среднее расстояние) и дистальные (большое расстояние), система аналогична существующим в армянском и грузинском языках.

### Глагол
Как и в других индоиранских языках, глагол имеет две основы, настоящего и прошедшего времени, последние представляют собой основы настоящего времени с добавленным аугментом. Ритмически основы делятся на лёгкие и тяжёлые аналогично именным основам.
Как и в других индоиранских языках, глагол имеет две основы, настоящего и прошедшего времени, например, глагол «делать» kun- обладает основой прошедшего времени əkt-? таким образом, я делаю звучит как (azu) kunam, а «я сделал» (azu) əktu. Некоторые глаголы обладают отдельной основой имперфекта.
Ритмически основы делятся на лёгкие и тяжелые так же, как и именные основы.
Личные формы глаголы обладают категориями числа (единственное и множественное) и лица (первое, второе, третье)

#### Время
В согдийском языке существуют настоящее время, прошедшее, будущее и перфект.

##### Настоящее время
Изъявительное наклонение настоящего времени образуется прибавлением личного окончания настоящего времени к основе настоящего времени. глагол «слушать» (patγōš-) 1-го лица единственного числа в презенс будет patγōšam, 2-го л. ед. ч. patγōš и т. д.
Личные окончания настоящего времени
| Лицо | «Лёгкая» основа | «Тяжёлая» основа |
| ---- | --------------- | ---------------- |
| 1    | -ām             | -am              |
| 2    | -ē, (-Ø)        | -Ø, -ē           |
| 3    | -ti             | -t               |
| 1    | -ēm(an)         | -ēm(an)          |
| 2    | -θa, -ta        | -θ(a), -t(a)     |
| 3    | -and            | -and             |

##### Имперфект
Имперфект образуется прибавлением личного окончания имперфекта к основе имперфекта, если у глагола нет основы имперфекта, то окончание прибавляется к основе настоящего времени. Так, глагол «слушать» (patγōš-) 1-го лица единственного числа в имперфекте будет patγōšu, 2-го л. ед. ч. patγōši и т. д.
Личные окончания имперфекта
| Лицо  | «Лёгкая» основа | «Тяжёлая» основа |
| ----- | --------------- | ---------------- |
| 1 sg. | -u              | -Ø, -u           |
| 2 sg. | -i              | -Ø, -i           |
| 3 sg. | -a              | -Ø               |
| 1 pl. | -ēm(u), -ēm(an) | -ēm(u), -ēm(an)  |
| 2 pl. | -θa, -ta        | -θ(a), -t(a)     |
| 3 pl. | -and            | -and             |

##### Прошедшее время
Прошедшее время образуется при помощи чистой основы прошедшего времени и личной формы настоящего времени вспомогательного глагола. Для переходных глаголов использовался глагол «быть» as-, для непереходных использовался глагол «иметь» δar-.
|       | Переходный глаголvt | Переходный глаголvt | Непереходный глаголvi | Непереходный глаголvi |
| Число | Ед. ч.              | Мн. ч.              | Ед. ч.                | Мн. ч.                |
| ----- | ------------------- | ------------------- | --------------------- | --------------------- |
| 1 sg  | wēt-δaram           | wēt-δarēm           | murt-im               | murt-ēm               |
| 2 sg  | wēt-δarē            | wēt-δarθ            | murt-iš               | murt-asθ              |
| 3 sg  | wēt-δari            | wēt-δarant          | murt-i                | murt-ant              |

- vt используется глагол «видеть», основа настоящего времени wēn, основа прошедшего времени wēt.
- vi используется глагол «умирать», основа настоящего времени mir, основа прошедшего времени murt.

#### Вид (лингвистика)
В согдийском языке у глагола наличествует совершенный и несовершенный вид.

#### Наклонение
В согдийском языке существуют изъявительное, желательное, сослагательное, повелительное и возможное наклонения.

#### Неличные формы глагола
К неличным формам глагола в согдийском языке относятся: причастия настоящего и прошедшего времен, инфинитивы настоящего и прошедшего времен, герундий и отглагольное прилагательное.

##### Инфинитив прошедшего времени
Инфинитив прошедшего времени образовывался от основы прошедшего времени + окончание -e либо без окончания, например βaγt-e («давать», основа настоящего времени βaxš-) и γōβāt («хвалить», основа настоящего времени γōβ-).

##### Инфинитив настоящего времени
Инфинитив настоящего времени образуется по-разному в христианских, буддийских и манихейских текстах (в качестве примера используется глагол с основой wēn «видеть».:
- В христианских текстах использовался предлог par + основа настоящего времени с окончанием -u или без окончания: par wēn(u).
- В манихейских текстах использовалась основа настоящего времени с окончанием -i или без оного: wēn(i).
- В буддийских текстах основа наращивалась суффиксом *-aka, редуцировавшимся до -ē: wēn-ē.

##### Герундий
Герундий образовался прибавлением окончания -kya или -kī к основе настоящего времени: βar-kya «приношение», wāβ-ki «говорение».